# Acción Alfa
La Acción Alfa (en Croata: Akcija Alfa), también denominada Operación Alfa (en Croata: Operacija Alfa) fue una ofensiva desarrollada por el Ejército Croata en el marco de la operación Papuk - 91 en Eslavonia Occidental. La acción tuvo lugar entre el 26 y el 29 de diciembre de 1991 con la intención de eliminar la amenaza serbia al este de Pakrac y contribuir con la ofensiva general contra el Ejército Popular Yugoslavo (JNA) en la región.
Como consecuencia de un fuerte contraataque del JNA y la descoordinación de los atacantes, su resultado fue un rechazo rotundo de la ofensiva y una importante cantidad de bajas croatas.

## Marco en el que se desarrolló la Acción Alfa
La operación Orkan - 91 comenzó el 29 de octubre de 1991 y se prolongó hasta el 3 de enero de 1992, es decir, hasta la entrada en vigor del Acuerdo de Sarajevo. Esta operación permitió que Croacia pueda extender su soberanía política a las municipalidades de Grubišno Polje, Daruvar, Slatina y partes de Novska, de Pakrac y de Nova Gradiška.
Sumado a Orkan - 91, las autoridades croatas desarrollaron otras operaciones complementarias: Otkos - 10 y Papuk - 91, las cuales coexistieron en la parte norte de Eslavonia Occidental. Los objetivos de Orkan-91 no se cumplieron en su totalidad debido a la fatiga de las tropas del ejército croata, la falta de recursos materiales y la fuerte resistencia de las fuerzas serbias y del Ejército Popular Yugoslavo.
La operación Otkos-10 se lanzó el 31 de octubre de 1991 y duró hasta el 4 de noviembre de 1991. La Guardia Nacional Croata y la policía expulsaron completamente a las fuerzas serbocroatas del municipio de Grubišno Polje y parte del municipio de Daruvar. Después de la consolidación en esa área, el 28 de noviembre de 1991, se lanzó la operación Papuk-91, que se prolongó hasta el 3 de enero de 1992. Esta permitió la liberación de 1230 kilómetros cuadrados de las alturas de Papuk pertenecientes a los municipios de Daruvar, Podravska Slatina, Orahovica y Slavonski Požega y partes del municipio de Pakrac. Se mantuvieron bajo dominio de la entidad denominada Región Autónoma Serbia de Eslavonia Occidental, hasta mayo de 1995 (Operación Bljesak), unos 700 km² de territorio: la parte oriental del municipio Novska, parte occidental del municipio de Nova Gradiška y la parte sur del municipio de Pakrac.
Enmarcados en Papuk-91 se realizaron diversas acciones u operaciones como ser la Operación Orado para la recuperación de la ciudad de Lipik y la Acción Alfa al oeste de la ciudad de Pakrac.

## Unidades Empeñadas

### Fuerzas Croatas
Sector Operativo Pakrac (OG Pakrac) (dependiente de la Segunda Zona Operacional Bjelovar - 2. OZ Bjelovar)
Jefe: Coronel Josip Tomšić
Unidades dependientes.
- Brigada 104 - Varaždin (Puesto Comando Táctico en el NO de Lipik-Pakrac). 1.er Batallón con tres compañías presente en la Acción Alfa
- Brigada 123 - Slavonska Požega (Puesto Comando Táctico en alturas Psunj).
- Brigada 127 - Virovitica (Puesto Comando Táctico en E de Pakrac). Presente en Kusonje
- Brigada 132 - Našice (Puesto Comando Táctico en E de Pakrac).
- Brigada 136 - Podravska Slatina (Puesto Comando Táctico en NE de Pakrac).
- Batallón Independiente 52 - Daruvar (Puesto Comando Táctico N de Pakrac).
- Batallón Independiente 54 - Čakovec.
- Batallón Independiente 55 - Bjelovar.[6] Presente en la Acción Alfa - Pakrac Vinogradi.
- Batallón Independiente 76 - Pakrac (Puesto Comando Táctico Prekopakra). Presente en la Acción Alfa.
- Batallón Independiente 77 - Grubišno Polje (anteriormente Nro 57). Presente en la Acción Alfa.
- Compañía Mecanizada / Tanques.
- Grupo de Artillería Mixto 15
- Grupo de Artillería Mixto 19 - NE de Pakrac.
- Batallón de Ingenieros 34.
- Estación Sanitaria del Ministerio de Salud. Prekopakra.

Refuerzos:
- Unidad de Policía Especial Omega - Bjelovar. (200 efectivos). Presente en Acción la Alfa.
- Unidad de Policía Especial del Ministerio del Interior Pakrac. Presente en Acción la Alfa.

### Fuerzas Yugoslavas y serbias
5.º Cuerpo del Ejército Popular Yugoslavo (5. Korpus) (dependiente de 1.ª Región Militar - Belgrado)
Comandante: General Nikola Uzelac. Segundo Comandante y jefe de Estado Mayor: Coronel Momir Talić.
Puesto Comando: Banja Luka.
Puesto Comando Táctico: Stara Gradiška
Unidades presentes en la Operación Alfa.
- Brigada Partisana 5 (Prijedor - Bosnia).[7] Puesto comando en Omanovac (centro recreacional).[6]
- Batallón de la Brigada de Infantería 134 (Užice - Serbia).[8][9][10] De acuerdo a Davor Marijan,[11] esta brigada llegó el 31 de diciembre.
- Batallón Motorizado de la Brigada Motorizada 125 (Kosovska Mitrovica - Serbia).[8][9][6]
- Regimiento de Artillería Mixto 5.

Teritorijalna obrana (TO) Pakrac: 2.255 miembros.
Voluntarios serbios: por lo menos una sección (o pelotón. 30x) en Kraguj.

## Preliminares de la Acción Alfa

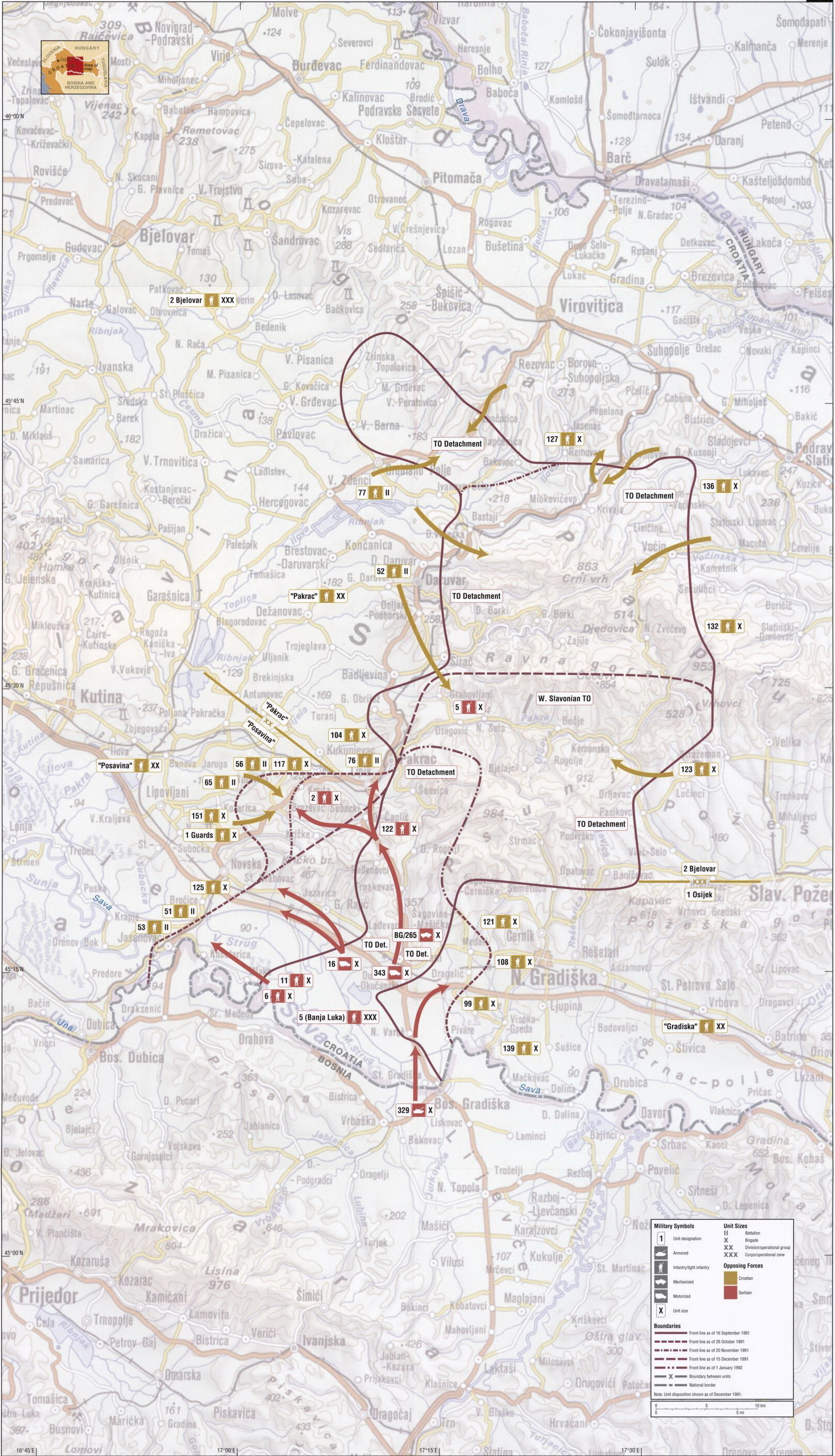
Mapa de las líneas del frente y ofensivas militares en Eslavonia Occidental entre septiembre de 1991 y enero de 1992 durante la Guerra de Croacia.

Con anterioridad del inicio de la Acción Alfa, el 16 de diciembre comenzó la Operación / Acción Maslačak con el objeto de ocupar Velika y Mala Dereza y Gornja, Srednja y Donji Grahovljani. Participaron el Batallón Independiente 52 - Daruvar, el Batallón Independiente 54 - Čakovec y la 4.ª Compañía del Batallón Independiente 76 - Pakrac. La meta no fue alcanzada. El ataque fue repetido el 20, con igual resultado. Tampoco pudo la 1.a Brigada de la Guardia el 22 contra las aldeas de Kovačevac y Donji Čaglić.
Más al este y en el marco de la operación Papuk - 91, el 17 de diciembre, la 123.a Brigada HV ocupó Novo Zvečevo. Al día siguiente, la misma brigada ocupó las aldeas de Klis, Nježić, Susnjari, Kruševo, Striježevica, Bogdašić, Amatovci, Kamenski Šeovci, Mihajla y Mrkoplje. A través de esas acciones, el esfuerzo principal se trasladó a la aldea de Kamenska, sobre la ruta Požega - Pakrac como lugar de partida hacia el punto fuerte de Bučje.
El 23 de diciembre, al amanecer, la 5.a Brigada Partisana JNA recapturó Mala Dereza pero en una precaria situación. A la tarde inició su repliegue de Mala y Velika Dereza lo que expone a la ruta Dragović - Pozega a manos croatas.
El 24, una compañía del Batallón 76 junto con la Unidad de Policía Especial tomaron definitivamente Dereza. La Brigada HV 127 junto con la Brigada HV 136 liberaron las aldeas de Gornja, Srednja y Donji Grahovljani en las laderas de Papuk.
Como continuación del ataque, los croatas recuperaron la aldea de Kusonje el 25 de diciembre empleando la 3.ª Compañía del Batallón 76 y Policía Especial Pakrac desde Krndije (ataque principal); 1.ª y 2.ª Compañía del 1.er Batallón de la Brigada HV 104 Varaždin desde el bosque Zukva y el Batallón 77 desde Dereza. Esta aldea había sido una importante base de fuego del JNA y sería determinante para poder iniciar con Alfa. Cuando las tropas ingresaron a la localidad se dieron cuenta de que estaba vacía con excepción de algunas personas de edad mayor.
El 25 de diciembre continuó la liberación de aldeas de la municipalidad de Pakrac en las laderas de Papuk creando condiciones para el ataque al este de Pakrac: Dragović, Španovica, Obrezac, Mijači, Kamenska sobe la ruta Pakrac - Požega.
La aldea de Bučje, lugar donde se encontraban instalaciones sanitarias y de detención de las TO Pakrac, fue liberada el 26 de diciembre de 1991, al igual que Donja Šumetlica. En esta acción, llamada Velebit, participaron miembros de las Brigadas 123, 127 y 136.
Mientras tanto, los serbios y el JNA ejecutaban una operación defensiva en la línea general Lipik - Jasenovac en su intento de mantener expedito el camino Stara Gradiška - Bijela Stijena - Pakrac contra el Grupo Operacional Posavina.

## Desarrollo de la acción

### Idea de la maniobra.
El jefe del Sector Operativo Pakrac, Coronel Josip Tomšić impartió la orden el 25 de diciembre de iniciar con la Acción Alfa para suprimir las fuerzas serbias y del JNA próximas a Pakrac y continuar hacia Okučani, como parte de una ofensiva mayor que realizaría el resto de las fuerzas croatas en la región. De esta manera, se evitarían los ataques continuos a la ciudad desde las alturas circundantes. La Brigada 127 debía cruzar las alturas Čukur y las aldeas de Brusnik y Lipovac, atravesar Omanovac y operar sobre Bijela Stijena.

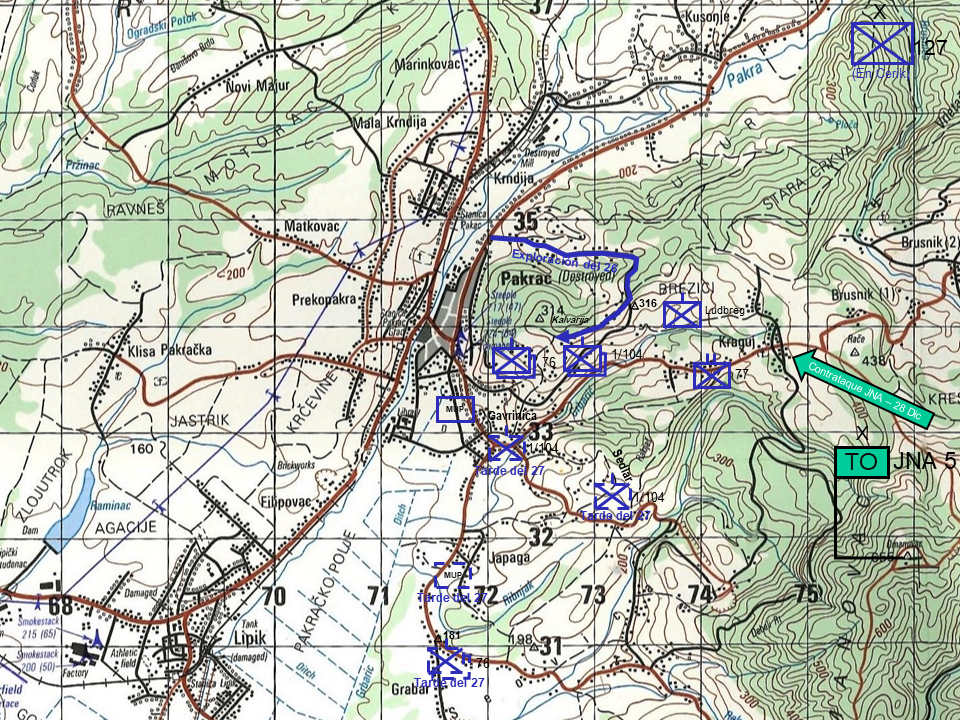
Graficación del desarrollo de la operación Alfa

### 26 de diciembre de 1991
El 25 de diciembre, la mayoría de las unidades del Sector Operativo Pakrac estuvieron empeñadas en Kusonje y en Bučje, sin otras actividades de combate mayores. Al día siguiente, las fracciones serbias en el lugar se encontraban replegadas mientras el Batallón de Independiente 76, el Batallón Independiente 77, el 1.er Batallón de la Brigada HV 104, la Unidad de Policía Especial del Ministerio del Interior Pakrac y la Unidad de Apoyo de Fuego fueron empleados en limpiar el terreno entre Pakrac y Kusonje avanzando hacia las aldeas de Kraguj, Japaga y Skenderovci.
Para ello, la actividad había comenzado en horas tempranas cuando una fracción del Ejército Croata (HV), compuesta por miembros de la 3.ª Compañía del Batallón Independiente 76 (3 / BInd 76) y de la Brigada HV 104 (Br 104), totalizando un efectivo de una sección (36), al mando de Marijan Kulhavi (Foka), inició una exploración al este de Pakrac. Empezó su marcha por el camino por el norte del Cerro Kalvarija (calles San Roque y Psunjska) - Punto Acotado (P.A.) 316 y, como no encontraron fuerzas serbias, continuaron explorando hacia Gavrinica, donde se encontraron con milicianos serbios (intersección de las actuales calles Brigadas 105 y 103) siendo rechazados (un muerto), por lo que se repliegan hacia a Vinogradi. El mismo grupo de exploración hizo lo propio en Brezici donde encontraron posiciones serbias abandonadas mientras que observaron Kraguj sin tropas.
Aproximadamente a las 14 hs, el Subjefe del Estado Mayor General del Ejército Croata, General Petar Stipetić, se hizo presente en el puesto comando del Sector Operativo Pakrac y comunicó que al día siguiente la Brigada HV 127 (ubicada en el área de Cernik y aldeas de Dragović y Španovica) debía romper en Šeovica en dirección hacia Bijela Stijena. La Gran Unidad vecina, el Grupo Operativo Posavina, junto al otro vecino, el Grupo Operativo Nova Gradiška atacarían Okučani y de esa manera se expulsaría a los serbios de Eslavonia Occidental.
A la tarde, se incorporó al sector la Compañía Independiente Ludbreg y las 1.ª y 2.ª Compañías del 1.er Batallón de la Brigada HV 104 (1 y 2/1/Br 104) y las 2.ª y 3.ª Compañía del Batallón Independiente 76 (2 y 3/B Ind 76). La Compañía Ludbreg y la 1/1/Br 104 fueron desplegados en el bosque de Brezici, al este del P.A. 316. Sobre el eje de avance hacia el sur se ubicó la 2/1/Br 104 y a su derecha, al pie sur del cerro Kalvarija, en proximidad del P.A. 314, las 2 y 3/B Ind 76 que recibieron la misión de ser fuerzas auxiliares del ataque. En el momento de la ocupación del dispositivo, las unidades fueron atacadas por el batallón motorizado de la Brigada Motorizada JNA 125 con armas pesadas desde Kraguj, aunque los croatas mantuvieron la posición.
La Compañía Ludbreg y el B Ind 77 (arribaría más tarde) debían bloquear el enemigo en Kraguj desde el bosque de Brezici. Las compañías del B Ind 76 harían un ataque con objetivo limitado para revelar las posiciones serbias mientras avanzaba la Brigada 127 hacia Bijela Stijena.
Es mismo día, un grupo de reserva de la Unidad de Policía Especial Omega de 100 policías fue enviado a Kusonje. Ya al entrar en la ciudad, los serbios les abrieron un nutrido fuego.
Esa tarde, el JNA reforzó el sector con un batallón de infantería proveniente de Mitrovica (Kosovo). A las 1600 el batallón emplazó una compañía en Kraguj, otra en Brusnik y otra en el camino de Gavrinica a Kusonje.

### 27 de diciembre de 1991
Antes del inicio del ataque se reconfiguró el dispositivo y se ocuparon las posiciones de partida. Las compañías de la Brigada 104 se trasladaron desde el bosque de Brezici hacia la actual calle Brigada 105 donde esperaron a los miembros del B Ind 76 para atacar a las tropas serbias. En el área de Vinogradi y Brezici, estaban la Compañía Ludbreg y el B Ind 77 como guardaflanco del ataque mientras al sur del cerro Kalvarija se ubicaron los miembros de la policía especial de Bjielovar. Las unidades de la Brigada 127 debían avanzar en la dirección Kusonje - Dragović, a través de las alturas Čukur y Breznik hacia Brusnik y Lipovac.
Las 2 y 3/B Inf 76 en la mañana lanzaron el ataque en dirección Japaga - P.A. 181 contra posiciones de las milicias serbias para descubrir su dispositivo y neutralizar su ataque sobre la operación ofensiva principal.
Durante el día y a pesar de una fuerte acción de la artillería, las unidades del Batallón 76, de la Brigada 104 y de la Policía de Bjelovar adelantaron la línea de contacto. El ataque iniciado en la mañana permitió que al final del día que las unidades hayan alcanzado:
- 1/1/Br 104 Gavrinica.
- 2/1/Br 104 en Sedlar (Šeovica).
- Miembros de las policías especiales de Pakrac y Bjelovar en Japaga y Gavrinica.
- 2 y 3/76 en P.A. 181.
- Batallón 77 en Bosque de Brezici .
Un grave problema se originó en el flanco izquierdo del avance (norte). Las compañías del B Ind 77 no pudieron avanzar hacia Kraguj por la acción de la artillería del JNA. A ello se sumó que la Brigada 127 no arribó al lugar como estaba previsto para atacar hacia Brusnik y Lipovac. Por ello, el B Ind 77 se replegó poniendo en peligro el flanco izquierdo croata de un avance a Japaga y Šeovica.

### 28 de diciembre de 1991
Ese día, las unidades croatas se disponían a continuar el avance. Recibieron la orden del Jefe del Estado Mayor del Ejército, General Anton Tus, para continuar una acción enérgica para cortar las fueras serbias en el área de Okučani. Para ello, la Segunda Zona Operativa de Bjelovar debía afectar, al menos tres batallones de la Br 127 en un ataque en dirección Cerik / Dravic - Bijela Stijena - Okučani con el objeto de apoyar y conectar las fuerzas de la Zona Operativa Posavina que avanzaban desde el oeste.
Fue entonces que el comando de la 5.ª Brigada TO Prjedor, procedente de Bosnia, con puesto comando en Omanovac (centro recreacional al este de Pakrac) solicitó al comando del 5.º Cuerpo JNA (Banja Luka) apoyo de fuego a través del Grupo de Artillería Mixto 5 y de aviación en toda en el área de Kusonje. General Talić, Segundo Comandante del Cuerpo, ordenó el bombardeo al sur de la ruta Pakrac – Bučje.
Un contraataque Yugoslavo provino a partir de las 0900 desde el área de Kraguj mientras que la artillería y morteros hacían fuego desde Omanovac y Donji Čaglić. Poco después, comenzó el ataque de infantería de las fuerzas serbias. Dos tanques T-84 encabezaron el avance.
Quedó claro que la Br 127 no pasó a la ofensiva y que las compañías del B Inf 77 y la Compañía de Ludbreg no pudieron bloquear al JNA. Para el contraataque, el JNA empleó un 2.º Batallón de la Brigada Motorizada 125 (Kosovo Mitrovica) y la Brigada de Infantería 134 (Užice), ambos provenientes de Serbia. Otra fuente habla solo del Batallón de Mitrovica presente, lo que tiene mayor relación con los espacios de lucha.
Las fuerzas croatas se debieron replegar de Šeovica, Japaga, Gavrinica y Vinegrad. Los miembros del JNA alcanzaron Gavrinica a las cuatro de la tarde de ese día.
A partir de entonces, el batallón de la Brigada JNA 125 (Mitrovica) brindó seguridad en Gavrinica junto con miembros de la TO Pakrac.

### 29 de diciembre de 1991
Debido a las bajas que había sufrido la Brigada 104, entre ellos la muerte de su comandante (Ivan Sokač), ésta fue retirada en descanso a Varaždin. El Batallón Independiente 77 también tuvo problemas. Este poseía fracciones desplegadas en el área de Kusonje, frente a Kraguj. Sin embargo, estos se repliegan a Grubišno Polje "sin permiso y sin conocimiento de sus superiores". Se le ordenó a su jefe que al día siguiente debía volver al campo de combate de Pakrac.
Las fuerzas serbias, con unidades pequeñas, entraron en el área de Kusonje y tomaron el control de parte de la ruta Kusonje - Dragović, que nuevamente interrumpió la comunicación entre Pakrac – Kamensko – Požega.
Más al este, se encontraba la Brigada HV 127 había recibido nuevamente la orden de atacar desde su posición Cerik - Dragović para liberar las aldeas de Brusnik y Lipovac. A las siete de la mañana, tres batallones de la brigada (efectivo 450) iniciaron el ataque. Las unidades del 1.er y 2.º Batallón llegaron al norte de la región de Grič y fueron detenidas por las fuerzas serbias con fuego pesado de artillería y armas de infantería. Debido a la posición desfavorable de los batallones fueron un blanco fácil para el fuego del Ejército Popular Yugoslavo y milicias serbias que actuaban desde puntos dominantes. El comando de la brigada solicitó apoyo de artillería de las fuerzas croatas de Sirač, pero debido a la configuración del terreno, la artillería no mejoró la posición de las tropas empeñadas.
La posición impedía retirar la 127.a Brigada por lo que se esperó la noche para ejecutar ese movimiento. Doce integrantes de esa brigada no regresaron a las posiciones iniciales, que luego se supo que fueron muertos (incluyendo su segundo comandante). Los miembros del 3 / Br 127 ocuparon posiciones al pie de la aldea de Brusnik, pero también tuvieron que retirarse a sus posiciones iniciales debido a la fuerte artillería de las fuerzas serbias.
El día anterior, el comando de la 2.ZO había insistido con la ocupación de la posición de Brezica, al este de Vinogradi. Para eso ordenó a la Compañía de asalto de Bjelovar (Batallón Independiente 55) que realice la operación. Esta compañía llegó a Pakrac a la tarde anterior. La importancia del área radicaba en ser un terreno llave como posición de partida para el ataque.
A las 0630, la Compañía de Asalto (80 miembros) inició el avance hacia Vinogradi encontrando pronta resistencia serbia siendo rápidamente rodeados. A las 1300, una parte (200 miembros) del Batallón 55 avanzó por el norte del Cerro Kalvarija en apoyo, aunque no pudo realizar la conexión. El hecho que se quedara sin munición hizo que la compañía se repliegue durante la noche hacia Pakrac. En ese hecho muere el segundo jefe del B Ind 76 - Pakrac, Marijan Kulhavi, que se encontraba entre los guías y que, al ser herido y verse rodeado, se suicidó para no caer en manos serbias.

## Hechos posteriores hasta el cese al fuego

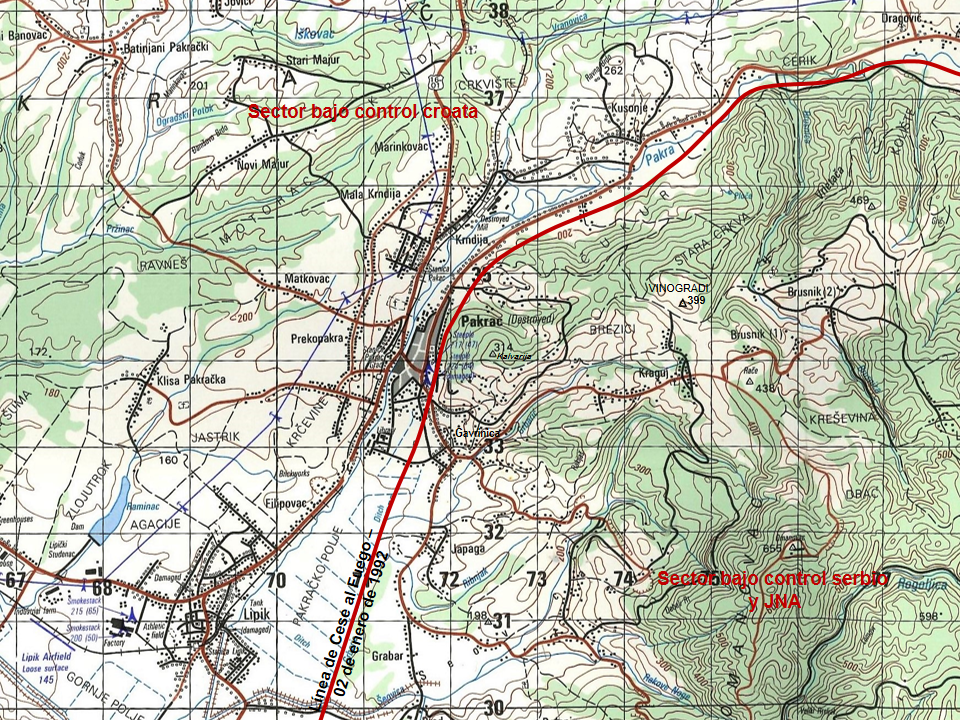
Eslavonia Occidental. Línea de cese al fuego a partir del 3 de enero de 1992

De acuerdo al historiador militar Davor Marijan, las fuerzas croatas fueron detenidas a fin del año por cansancio, falta de munición, introducción de nuevas tropas del JNA y, sin dudas, "alguna clase de juegos detrás de escena llevados a cabo por la conducción política.
Fue entonces que, en toda Eslavonia Occidental, las fuerzas yugoslavas fueron reforzadas, sus posiciones consolidadas y emprendieron ofensivas organizadas y amenazaron con volver a tomar a Lipik y Pakrac. Del lado croata, era motivo de particular preocupación que las órdenes, incluidas las del Estado Mayor del Ejército Croata, no se cumplieran al igual que la presencia de información falsa y errónea.
Luego del fracaso de la Operación Alfa, las operaciones perdieron dinamismo en el sector. El JNA pasó a consolidar sus posiciones mientras que los croatas hicieron lo propio al norte de la ruta Pakrac - Kusonje - Novo Selo (Španovica) - Bučje. El 30 de diciembre, el JNA continuó con los ataques de artillería y el fuego de tanques sobre las posiciones croatas de Lipik, Prekopakra y Pakrac. La Brigada HV 123 se dedicó a buscar grupos serbios remanentes en su sector en las faldas norte de las alturas Psunj. Asimismo, ocupó posiciones en las aldeas de Budići, Ožegovci, Bučje, Donja Šumetlica, Jakovci, Rogulje y Bjelajci a los efectos de evitar contraataques del JNA desde las aldeas de Cicvare, Kriče y Gornja Šumetlica. A esta área, a fin de diciembre, fue enviada el Brigada de Infantería JNA 134, proveniente de Užica, agregada al Vto Cuerpo JNA de Banja Luka.
Al día siguiente continuaron los ataques de artillería sobre Lipik, Dobrovac, Pakrac y Prekopakra. La Brigada 127 expulsó en horas de la tarde a las fuerzas serbias que habían ingresado a Kusonje el 29. Ese mismo día, el Estado Mayor General del Ejército Croata cambió el esfuerzo principal de sus acciones ofensivas desde el norte (este de Pakrac hasta Bijela Stijena) hacia el sector de Nova Gradiska.
Durante los dos primeros días de 1992, no hubo movimientos mayores en Eslavonia Occidental. El 2 de enero se firmó el Acuerdo de Alto al Fuego de Sarajevo que entraría en vigor al día siguiente a las 1800. A través de éste, las partes se comprometieron a mantener las posiciones alcanzadas al momento.
Ante tal circunstancia, en la mañana del 3 de enero, el 1 / Br HV 123 atacó en dirección de Kričke Zabrdski (al sur de Novo Selo / Španovica) desde donde debía continuar hacia Gornja Šumetlica - Bobar. Luego del mediodía, la Brigada 123 ingresó a Kričke. Como consecuencia, el JNA llevó a cabo un contraataque con tanques y trasportes blindados de tropas desde Lipovac y Brusnik con apoyo de fuego aéreo, expulsando a los croatas. Posteriormente, el comando de la Segunda Zona Operacional Bjelovar ordenó que la Brigada HV 127 y a las fuerzas próximas a Pakrac que presionen a las fuerzas del JNA pero esas órdenes fueron desobedecidas. Solo las unidades de la Br 121 en la línea de Nova Gradiška avanzaron sobre Širinci.
A las 1800 horas del el 3 de enero de 1992, momento en que entró en vigor el Alto el Fuego de Sarajevo, el lugar donde la situación táctica era más favorable para el Ejército Croata era en Eslavonia Occidental. Incluso allí no tenía la fuerza para cumplir con éxito la orden de romper el JNA de Eslavonia y avanzar hacia el río Sava.

## Consecuencias y bajas
Las pérdidas de los croatas fueron altas: 24 muertos, 12 capturados y posteriormente muertos y 61 heridos. Varios civiles también fallecieron.
La situación táctica no se modificó con la Acción Alfa. No se pudo alcanzar los objetivos de expulsar al JNA y a los serbios de la parte de Pakrac ocupada. Solo se pudieron consolidar algunas posiciones al norte de la ruta Pakrac - Požega como Kusonje, Španovica y Bučje